# Anna Nowińska
Anna Karolina Nowińska (ur. 23 listopada 1979 w Katowicach) – polska okulistka, profesor nauk medycznych i nauk o zdrowiu w dyscyplinie nauki medyczne. 
Specjalizuje się w chirurgii przedniego i tylnego odcinka oka (zaćma, witrektomia), badaniach genetycznych w okulistyce oraz w okulistycznych zastosowaniach koherencyjnej tomografii optycznej (OCT). Od 2013 adiunkt w Katedrze i Oddziale Klinicznym Okulistyki Wydziału Lekarskiego Śląskiego Uniwersytetu Medycznego w Katowicach.

## Życiorys
Ukończyła I Liceum Ogólnokształcące im. Jana Smolenia w Bytomiu (matura w 1996). Dyplom lekarski zdobyła w 2004 roku na Śląskiej Akademii Medycznej (od 2007 roku Śląski Uniwersytet Medyczny, SUM). Posiada I i II stopień specjalizacji w zakresie okulistyki. Od 2006 roku pracuje jako asystent na oddziale okulistycznym w Okręgowym Szpitalu Kolejowym w Katowicach, kierowanym przez prof. Edwarda Wylęgałę.
Stopień doktorski uzyskała w 2011 roku na podstawie rozprawy Analiza kliniczno-monologiczna pacjentów z dystrofią rogówki zależną od mutacji genu BIGH3 w wybranych rodzinach populacji polskiej (promotorem był Edward Wylęgała). Habilitowała się w 2016 roku na podstawie oceny dorobku naukowego i pracy pod tytułem Zastosowanie optycznej koherentnej tomografii oraz badań genetycznych w określeniu korelacji genotypowo-fenotypowej w wybranych dystrofiach rogówki. 
Od 2013 zatrudniona na Oddziale Klinicznym Okulistyki Wydziału Lekarskiego Śląskiego Uniwersytetu Medycznego na stanowisku adiunkta. Odbywała zagraniczne staże w Moorfields Eye Hospital w Londynie oraz szkolenie chirurgiczne na uniwersytecie w szwajcarskim Lugano. W 2024 otrzymała tytuł naukowy profesora nauk medycznych i nauk o zdrowiu.
Swoje prace publikowała w czasopismach krajowych i zagranicznych, m.in. w „Graefe's Archive for Clinical and Experimental Ophthalmology", „Journal of Cataract & Refractive Surgery", „Ophthalmology" oraz „European Journal of Ophthalmology".
Jest członkiem Polskiego Towarzystwa Okulistycznego (oddział śląski) oraz Association for Research in Vision and Ophthalmology (ARVO). Ponadto jest wiceprezesem katowickiej Fundacji Polska Akademia Okulistyki założonej przez prof. Edwarda Wylęgałę.